# Axel Weiß
Axel Weiß (* 1958) ist ein deutscher Grafikdesigner, Illustrator und Kunstpädagoge.

## Leben
Axel Weiß wurde im Jahr 1958 geboren. Er studierte Sozialpädagogik an einer Fachhochschule und schloss das Studium mit dem Diplom ab. Anschließend nahm er ein Grafikstudium auf, wobei er sich im Nebenfach der Philosophie widmete. Im Jahr 1986 gründete er zusammen mit seiner Frau Sibylle Haenitsch-Weiß die Galerie Weiß-Haenitsch im unterfränkischen Obernbreit. Sibylle Weiß-Haenitsch ist selbst als Autorin für Geschenkbücher tätig. Seit dem Jahr 2003 arbeitet Weiß als Lehrer für Kunst und Ethik am Steigerwald-Landschulheim Wiesentheid. In seiner Freizeit macht Weiß Musik.

## Publikationen (Auswahl)
Weiß illustriert seit den 1980er Jahren regelmäßig Lehr-, Schul- und Ratgeberbücher. Einen Schwerpunkt legte er dabei auf Bücher zur Unternehmensführung, Marketing und Fahrradreparatur. Die Schulbücher behandeln insbesondere mathematisch-naturwissenschaftliche Inhalte. Sie erschienen bei renommierten Verlagen wie dem Münchner Oldenbourg-Verlag und dem Kölner Luchterhand Fachverlag. Für die Gestaltung des dtv-Atlas Philosophie wurde er in Verona mit dem „Premio Internazionale Felice Feliciano“ für die beste Buchgestaltung in einer Großauflage ausgezeichnet. Das Werk wurde in der Folge in über 20 Sprachen übersetzt. Weiß trat auch selbst als Buchautor in Erscheinung. So verfasste er mehrere Bastelbücher.
Illustrationen
- Peter Kunzmann, Franz-Peter Burkard, Franz Wiedmann: dtv-Atlas Philosophie (= dtv Bd. 3229). Deutscher Taschenbuch Verlag, München 1991, ISBN 978-3-423-03229-2. 17 Auflagen.
- Franz-Peter Burkard: Geheimnisvoller Kosmos. Wie Menschen sich die Welt erklärten. Herder Verlag, Basel/Freiburg im Breisgau/Wien 1994, ISBN 3-451-21783-X.
- Sibylle Haenitsch-Weiß: Geschenkgutscheine in 5 Minuten. Augustus-Verlag, München 2002, ISBN 3-8043-0914-3.
- Sibylle Haentisch-Weiß: Superidee Geldgeschenke. Knaur-Verlag, München 2004, ISBN 3-426-66962-5.
- Franz-Peter Burkard: dtv-Atlas Pädagogik (= dtv Bd. 3327). Deutscher Taschenbuch Verlag, München 2008, ISBN 978-3-423-03327-5.

Bücher
- mit Sibylle Haenitsch-Weiß: Perfekte Fensterbilder. Falken-Verlag, Niedernhausen 1990, ISBN 3-8068-4470-4.
- mit Sibylle Haenitsch-Weiß: Geschenke originell verpacken. Buch und Zeit Verlag, Köln 1992, ISBN 3-8166-9731-3.
- OFOs – Originelle Flugobjekte. Falken-Verlag, Niedernhausen 1995, ISBN 3-8068-1587-9.
- Mein erstes Experimentierbuch. Augustus-Verlag, Augsburg 1998, ISBN 3-8043-0608-X.
- Tolle Flieger. Augustus-Verlag, Augsburg 1999, ISBN 3-8043-0619-5.
- mit Daniel Schenkel: Der gelbe Traum. E-Book. 2016.